# Provincia di La Rioja
La Rioja è una provincia dell'Argentina nord-occidentale.

## Geografia
Confina a nord-ovest con il Cile, ad ovest con la provincia di San Juan, a sud con quella di San Luis, con la provincia di Córdoba ad est e con quella di Catamarca a nord. La capitale è La Rioja, nella parte centrale della provincia, che con circa 150 000 abitanti concentra la metà della popolazione complessiva della stessa.
La provincia, essenzialmente montana, nella regione andina al confine con il Cile, con alcune vette raggiunge altitudini superiori ai 6 000 metri. La montagna più alta è il vulcano Cerro Bonete, che raggiunge i 6 759 metri. Procedendo verso est il paesaggio gradualmente si fa più pianeggiante ma l'altitudine è sempre elevata e si succedono diverse catene montuose minori.
Il clima è prevalentemente arido e solo nella parte più orientale ci sono precipitazioni sufficienti per uno sfruttamento agricolo del suolo (vigneti, ulivi, pomodori, noci, nocciole, datteri). L'allevamento di bovini e di capre è un'altra attività tipica di questa regione mentre dal sottosuolo si estrae principalmente l'argilla cui seguono altri materiali tra i quali va segnalato l'uranio.
È in grande crescita il turismo, richiamato dalle bellezze naturali di questa zona e in particolare del Parco nazionale Talampaya che è stato dichiarato Patrimonio dell'umanità dall'UNESCO, insieme con il Parco Provinciale Ischigualasto.

## Storia
I petroglifi creati dalle prime popolazioni indigene nel Parco Nazionale di Talampaya sono datati intorno ai 10.000 anni a.C.. Qui si sono sviluppate le successive culture delle popolazioni indigene. Le popolazioni dei Diaghiti, Capayan e Olongasta abitavano il territorio dell'attuale provincia di La Rioja al momento dell'arrivo degli spagnoli nel XVI secolo.
Juan Ramírez de Velazco fondò la città di Todos Los Santos de la Nueva Rioja nel 1591. Il nuovo insediamento, incluso nel territorio del Vicereame del Perù, sotto il governo di Tucumán. Nel 1630 i Calchaquies si ribellarono agli spagnoli, ma il governatore Albornoz li represse.
Nel 1783, dopo la creazione del Vicereame del Río de la Plata l'odierna La Rioja, la cui popolazione complessivamente ammontava a meno di 10.000 abitanti, fu annessa al territorio di Córdoba. La provincia acquisì l'indipendenza da Córdoba nel 1820. Dopo i tentativi di Bernardino Rivadavia, il primo presidente eletto dell'Argentina, di imporre una costituzione centralista, il caudillo Juan Facundo Quiroga emerse come leader politico e militare della fazione federale fino al suo assassinio nel 1835. Dopo un periodo di instabilità interna nel neocostituita argentina, la provincia si unì alla Confederazione Argentina nel 1853.
Dal 1890 agli anni '30, La Rioja attirò meno immigrati dall'Europa rispetto ad altre province argentine. Un flusso migratorio considerevole fu quello rappresentato dai migranti mediorientale, per lo più siriani e libanesi. Tra essi figurava anche la famiglia del futuro governatore e presidente argentino Carlos Menem.

## Galleria d'immagini

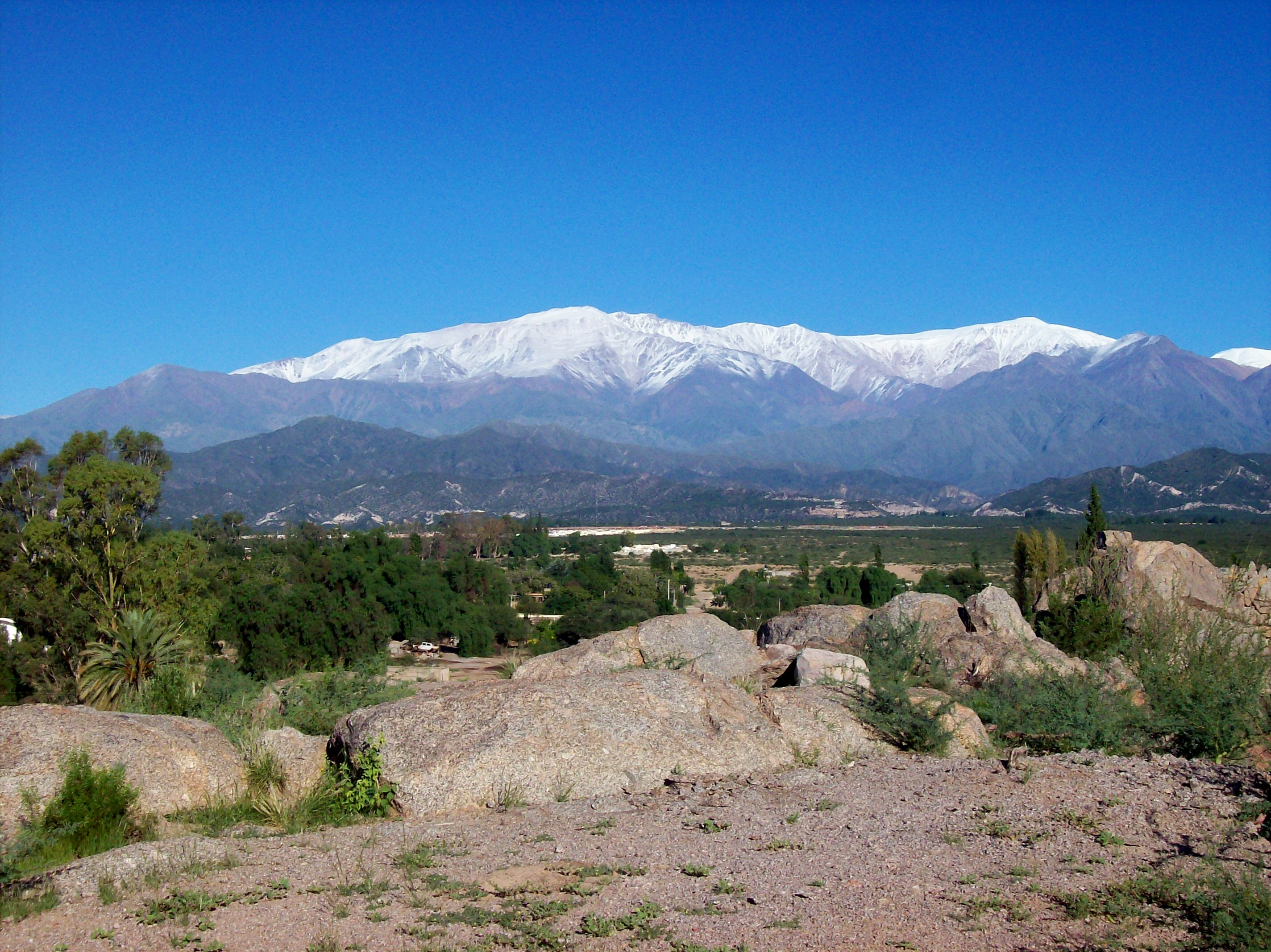
Sierras de Famatina, vedute da Chilecito. Cerro Famatina conosciuto anche come il Nevado de Famatina, con 6250 m s.l.m.
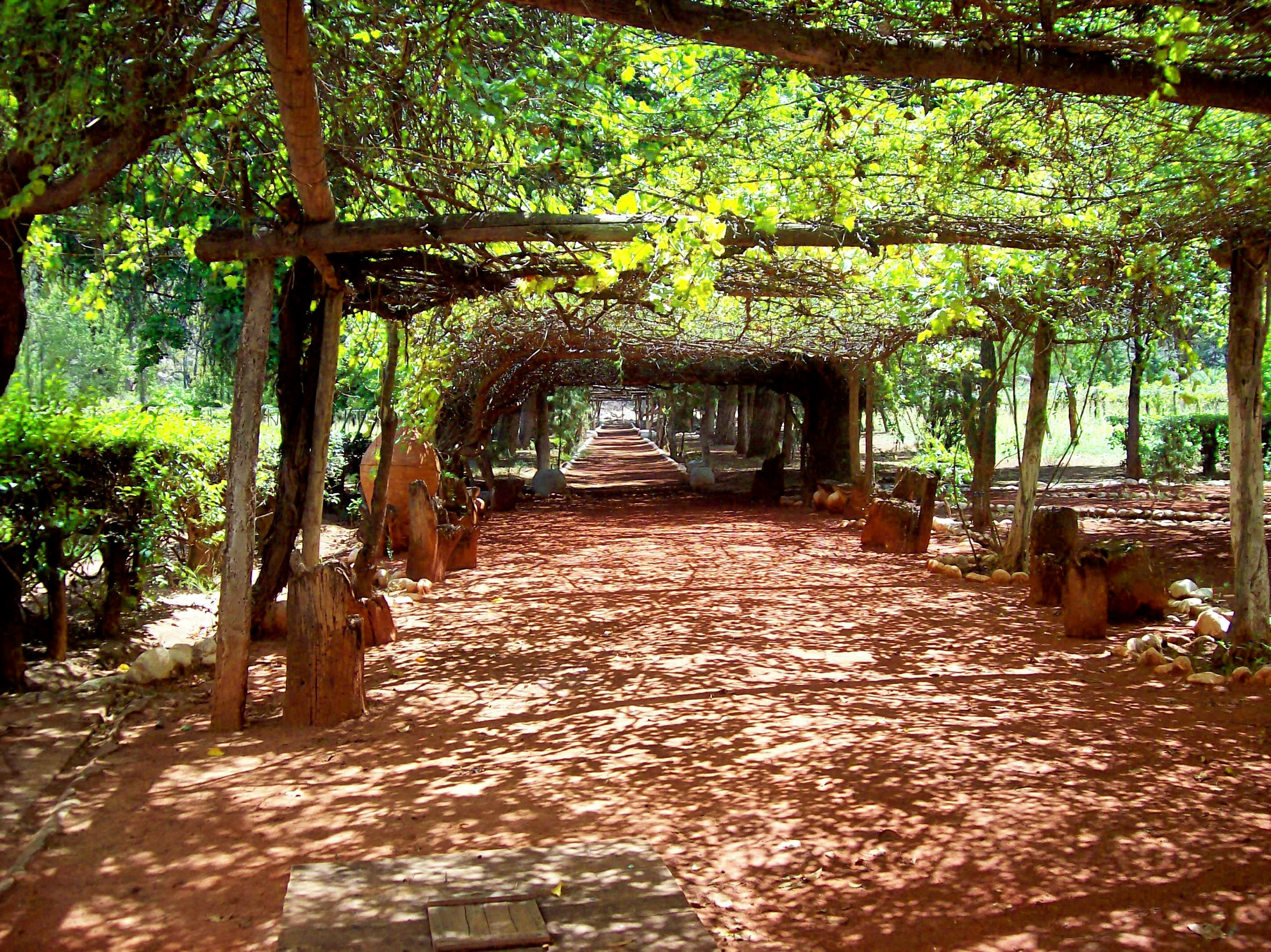
Vigneto pergolato in Chilecito.
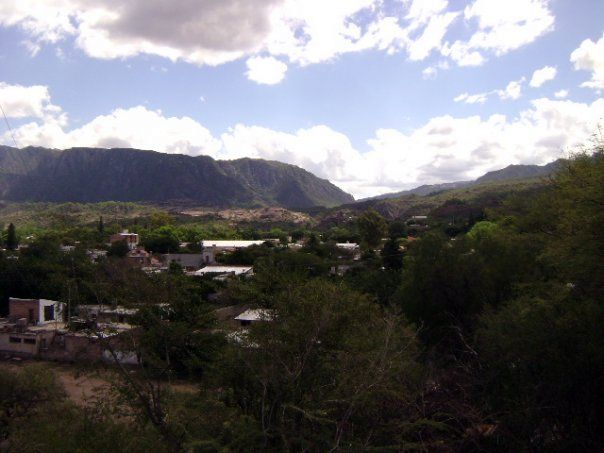
Dall Alto, nei pressi di Plazoleta - o piazzuola - de la Misericordia, in Olta, La Rioja
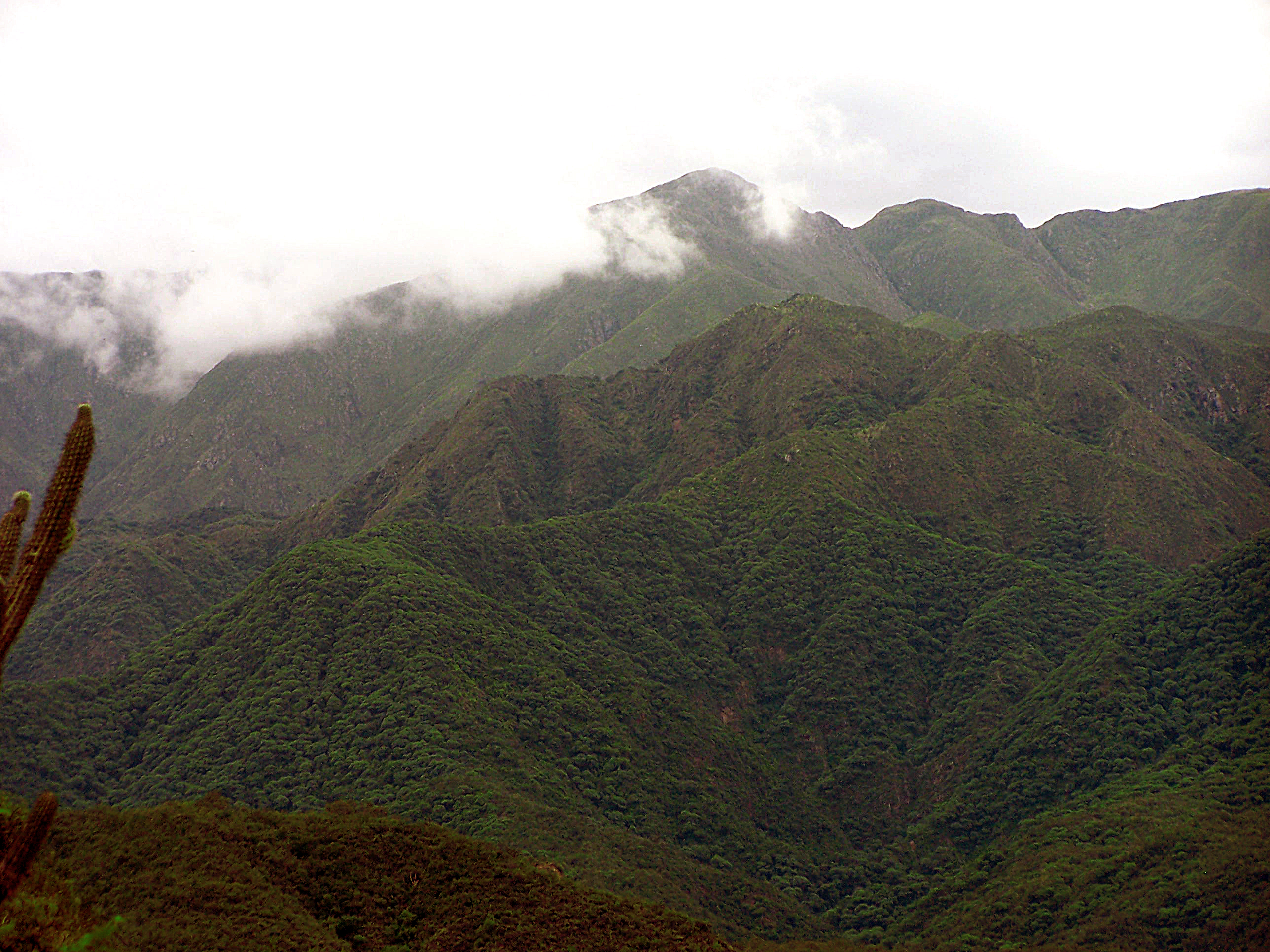
Sierra de Velasco

## Dipartimenti
La provincia è divisa in 18 dipartimenti:
1. Arauco (Aimogasta)
2. Capital (La Rioja)
3. Castro Barros (Aminga)
4. Chamical (Chamical)
5. Chilecito (Chilecito)
6. Coronel Felipe Varela (Villa Unión)
7. Famatina (Famatina)
8. General Ángel Vicente Peñaloza (Tama)
9. General Belgrano (Olta)
10. General Juan Facundo Quiroga (Malanzán)
11. General Lamadrid (Villa Castelli)
12. General Ocampo (Milagro)
13. General San Martín (Ulapes)
14. Independencia (Patquía)
15. Rosario Vera Peñaloza (Chepes)
16. San Blas de los Sauces (San Blas)
17. Sanagasta (Sanagasta)
18. Vinchina (Villa San José de Vinchina)

Nella provincia di La Rioja i comuni corrispondono ai dipartimenti. Vi sono dunque nella provincia 18 comuni (municipios). All'interno dei dipartimenti/comuni, i singoli raggruppamenti urbani (ciudades o pueblos), eccetto la città capoluogo dipartimentale e sede comunale, sono chiamati Entidad Intermedia Vecinal. La Costituzione provinciale prevede, quando è ritenuto necessario, la creazione nel comune di delegazioni distrettuali, con a capo un delegato (delegado) del sindaco (intendente), che dipende direttamente dal consiglio comunale.

## Economia

### Il cachos: la valuta complementare
Dall'agosto 2024, nella provincia esiste la valuta complementare, il cachos, che a causa della crisi economica sotto la presidenza di Javier Milei il governatore della provincia argentina ha di fatto stampato delle banconote proprie.